# The Least Successful Human Cannonball
The Least Successful Human Cannonball — пятый полноформатный студийный альбом немецкой метал-группы Destruction, самостоятельно выпущенный в 1998 году. На этом альбоме группа сменила направление от трэш-метала в сторону грув-метала. Это последняя работа группы, в которой не принимал участия оригинальный фронтмен Марсель «Schmier» Ширмер, который снова вернулся в состав в 1999 году. Альбом не признан группой и в настоящее время классифицируется как «Neo-Destruction», и не является частью их официальной дискографии.

## Восприятие
Альбом получил крайне негативную реакцию как от музыкальных критиков, так и фанатов группы, и в настоящее время считается худшей работой Destruction. Журнал Metal Hammer включил The Least Successful Human Cannonball в список «10 худших альбомов от 10 гениальных экстрим-метал-групп», в котором раскритиковал всё что есть на альбоме, включая название, обложку и новый логотип группы, охарактеризовав материал альбома как «запутанную мешанину из фанкового баса, диссонирующих гитар, неуклюжего грува и раздражающе зацикленного вокала». Сайт MetalSucks также признавал The Least Successful Human Cannonball неудачей немцев, которая лишь напоминает плохую копию Pantera, похвалив только трек «God Gifted». Нилл Джеймсон из Decibel писал, что этот альбом является примером трэш-метала 90-х, когда известные группы безуспешно пытались подстроиться под современные тренды, позднее называя альбом «гниющей кучей дерьма».
В интервью 2022 года оригинальный фронтмен Марсель «Schmier» Ширмер соглашался с критикой альбома, заявляя, что новый подход «скрещивания прог-рока и Pantera» полностью провалился, и он не может слушать песни того периода. Однако гитарист Майк Зифрингер, ответственный за материал на The Least Successful Human Cannonball, говорил, что ему не стыдно ни за один альбом, записанный без участия Шмира, так как это был тяжёлый период для группы, без сотрудничества с лейблами и финансированием записей, и он рад, что мог писать музыку даже в таких условиях.

## Список композиций
| №                   | Название                               | Длительность |
| ------------------- | -------------------------------------- | ------------ |
| 1.                  | «Formless, Faceless, Nameless»         | 4:27         |
| 2.                  | «Tick on a Tree»                       | 5:00         |
| 3.                  | «263 Dead Popes»                       | 3:09         |
| 4.                  | «Cellar Soul»                          | 5:47         |
| 5.                  | «God Gifted»                           | 4:30         |
| 6.                  | «Autoaggression»                       | 3:47         |
| 7.                  | «Hofffmannn's Helll»                   | 4:44         |
| 8.                  | «Brother of Cain»                      | 4:55         |
| 9.                  | «A Fake Transition» (инструментальная) | 1:33         |
| 10.                 | «Continental Drift I»                  | 2:53         |
| 11.                 | «Continental Drift II»                 | 3:41         |
| Общая длительность: | Общая длительность:                    | 44:26        |

## Участники записи
Destruction
- Томас Розенмеркель — вокал
- Майк Зифрингер — гитара
- Майкл Пиранио — гитара
- Кристиан Энглер — бас-гитара
- Оливер Кайзер — ударные

Производственный персонал
- Томас Шнитцер — продюсирование, звукоинженер
- Хольгер Терхорст — дизайн